# Dinitz-probléma
A matematika, azon belül a kombinatorika és gráfelmélet területén a Dinitz-probléma (Dinitz-sejtés, Galvin-tétel) táblázatok részletes latin négyzetté kiterjesztéséről szóló állítás, amit 1979-ben Jeff Dinitz állított fel, majd 1994-ben Fred Galvin igazolt.
A Dinitz-probléma szerint ha adott egy n × n-es négyzetes táblázat, m különböző szimbólum, ahol m ≥ n, a táblázat minden cellájába az m szimbólumból kiválasztott n elemű halmaz kerül, lehetséges úgy megválasztani a cellákba kerülő szimbólumokat (úgy címkézni velük a cellákat), hogy egyetlen sorban vagy oszlopban se ismétlődjenek a címkék.
Megfogalmazható gráfelméleti eredményként is, eszerint a {\displaystyle K_{n,n}} teljes páros gráf lista-élkromatikus száma éppen {\displaystyle n}. Tehát ha a teljes páros gráf minden éléhez egy-egy {\displaystyle n} színből álló halmazt rendelünk, lehetséges minden egyes élhez a hozzárendelt színek közül egy-egyet úgy kiválasztani, hogy az azonos csúcsból kiinduló élek közül ne legyen azonos színű.
Galvin általánosabb állítást bizonyít, miszerint bármely páros multigráf lista-élkromatikus száma megegyezik az élkromatikus számával. Egy általánosabb lista-élszínezési sejtés szerint ugyanez nem csak a páros gráfokra, hanem tetszőleges hurokmentes multigráfra igaz. Egy még általánosabb sejtés szerint pedig a karommentes gráfok listakromatikus száma minden esetben megegyezik a kromatikus számukkal. A Galvin-tétel kapcsolódik továbbá Rota bázisokkal kapcsolatos sejtéséhez.

## Fordítás
- Ez a szócikk részben vagy egészben a Dinitz conjecture című angol Wikipédia-szócikk ezen változatának fordításán alapul.  Az eredeti cikk szerkesztőit annak laptörténete sorolja fel. Ez a jelzés csupán a megfogalmazás eredetét és a szerzői jogokat jelzi, nem szolgál a cikkben szereplő információk forrásmegjelöléseként.